# Championnats d'Europe de vol à voile 2013
Navigation
Édition précédente Édition suivante
Les 17e championnats d'Europe de Vol à voile ont lieu à Vinon-sur-Verdon, en France, du 8 au 21 juin 2013, et à Ostrów en Pologne, du 5 au 20 juillet 2013.

## Résultats
- à Vinon-sur-Verdon (France):

|           | Or                | Or        | Or         | Or     | Argent              | Argent | Argent     | Argent | Bronze             | Bronze    | Bronze    | Bronze |
| Classe    | Pilote            | Pays      | Planeur    | Points | Pilote              | Pays   | Planeur    | Points | Pilote             | Pays      | Planeur   | Points |
| 15 mètres | Louis Bouderlique | France    | Ventus 2Ax | 7499   | Christophe Ruch     | France | Ventus 2Ax | 7476   | Jean-Denis Barrois | France    | ASW27 B   | 6944   |
| 18 mètres | Sebastian Kawa    | Pologne   | ASG 29     | 7788   | Christophe Cousseau | France | JS 1 B     | 7563   | Roman Mraček       | Tchéquie  | ASG 29E   | 7072   |
| Open      | Michael Sommer    | Allemagne | EB 29      | 7494   | Killian Walbrou     | France | JS1 C      | 6991   | Markus Frank       | Allemagne | Quintus M | 6807   |

- à Ostrów (Pologne):

|                   | Or                               | Or       | Or         | Or     | Argent                           | Argent    | Argent         | Argent | Bronze                                      | Bronze   | Bronze  | Bronze |
| Classe            | Pilote                           | Pays     | Planeur    | Points | Pilote                           | Pays      | Planeur        | Points | Pilote                                      | Pays     | Planeur | Points |
| Standard          | Sebastian Kawa                   | Pologne  | Discus 2a  | 9353   | Łukasz Wójcik                    | Pologne   | Discus 2ax     | 9217   | Paweł Wojciechowski                         | Pologne  | LS      | 9200   |
| Club              | Roman Mraček                     | Tchéquie | STD Cirrus | 9415   | Jakub Barszcz                    | Pologne   | Brawo          | 9065   | Lukasz Blaszczyk                            | Pologne  | Jantar  | 8897   |
| 20 mètres biplace | Wolfgang Janowitsch Andreas Lutz | Autriche | ARCUS M    | 9250   | Florian Theisinger Thomas Starck | Allemagne | DUO DISCUS XLT | 8877   | Pierre de Broqueville Arnaud de Broqueville | Belgique | ARCUS T | 8710   |